# Imabari 14.000-TEU-Typ
Die Schiffe des Imabari 14.000-TEU-Typs, auch Millau-Bridge-Typ zählen zu den ULCS-Containerschiffen.

## Geschichte
Die ersten Schiffe Baureihe wurde 2013 von dem mit Imabari Shipbuilding verbundenen japanischen Schiffbau-Finanzierungshaus und Non-Operating Owner Shoei Kisen Kaisha und der japanischen Reederei “K” Line in Auftrag gegeben und ab 2014 von Imabari in Hiroshima gebaut. Das erste abgelieferte Schiff der fünf zu bauenden Einheiten war die 2015 in Fahrt gesetzte Millau Bridge. Es folgten weitere fünf Bauaufträge bei derselben Werft für den Einsatz bei “K” Line. Eingesetzt werden die Schiffe auf der Europa-Fernostroute. Seit 2018 fahren die Schiffe für Ocean Network Express, ein Joint Venture von Nippon Yusen Kaisha, Mitsui O.S.K. Lines und “K” Line.
Weitere fünf Schiffe wurden bei Imabari in Hiroshima für Evergreen Marine gebaut.
Im September 2015 wurden fünf weitere Schiffe von Shoei Kisen Kaisha bestellt, die zwischen 2018 und 2019 abgeliefert wurden und seitdem an Yang Ming Line verchartert werden.

### Zwischenfälle
Am 6. April 2020 kollidierte die Milano Bridge in Busan mit einer Containerbrücke und brachte sie zum Einsturz.
Am 7. Januar 2022 verlor die Madrid Bridge im Nordatlantik rund 60 Container, 80 weitere wurden beschädigt.

## Technik

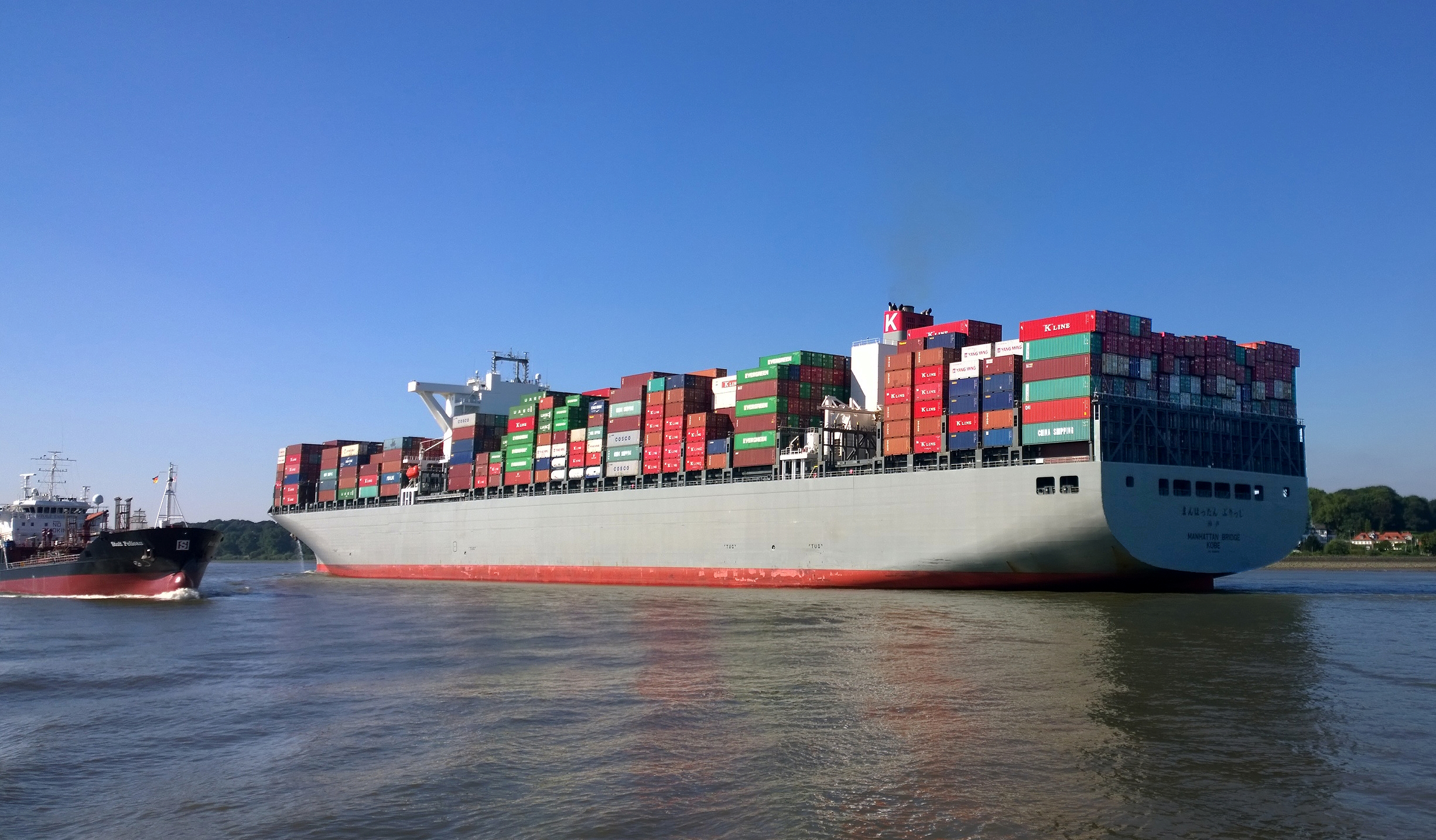
Die Manhattan Bridge Elbe abwärts

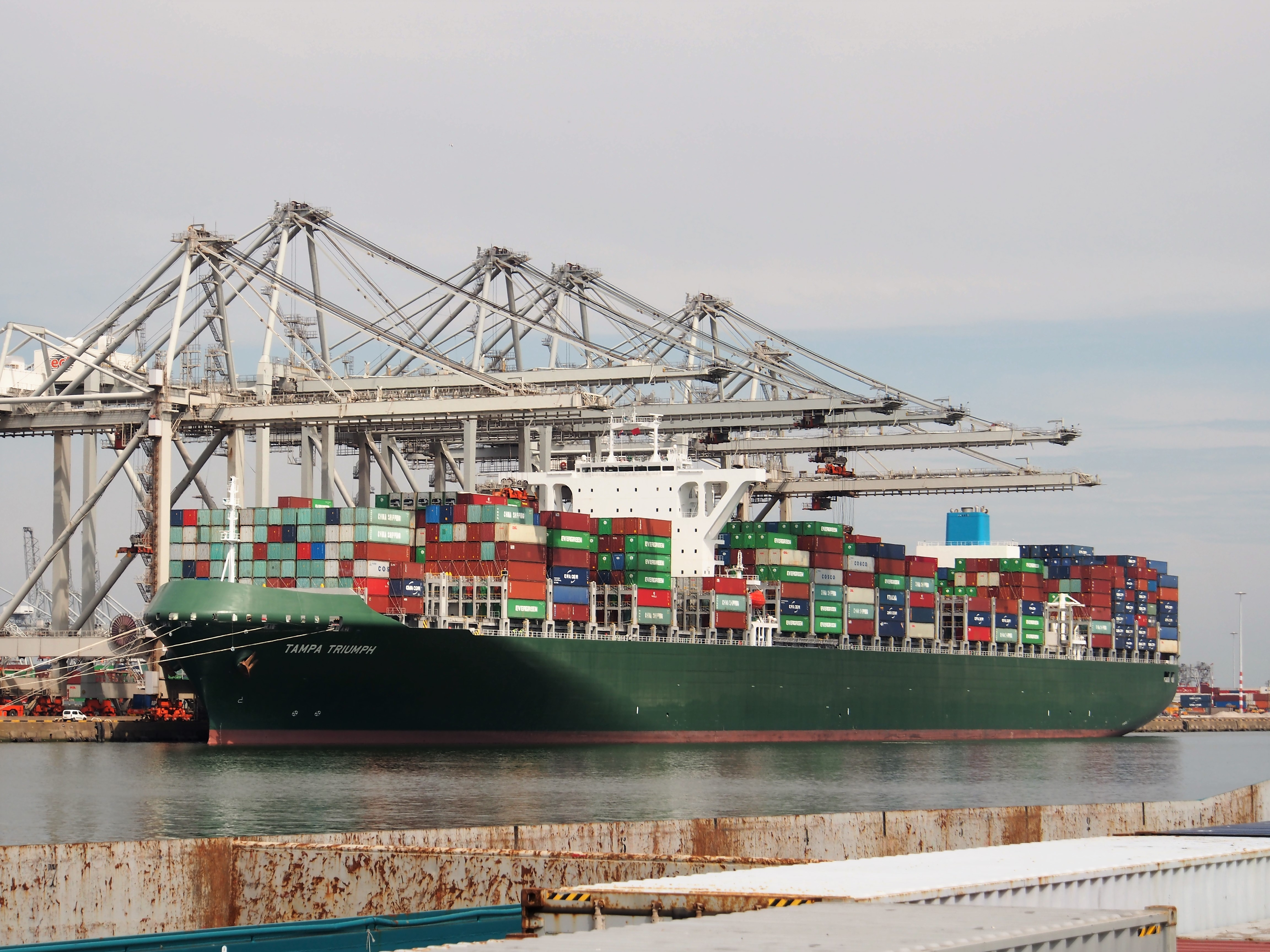
Die Tampa Triumph

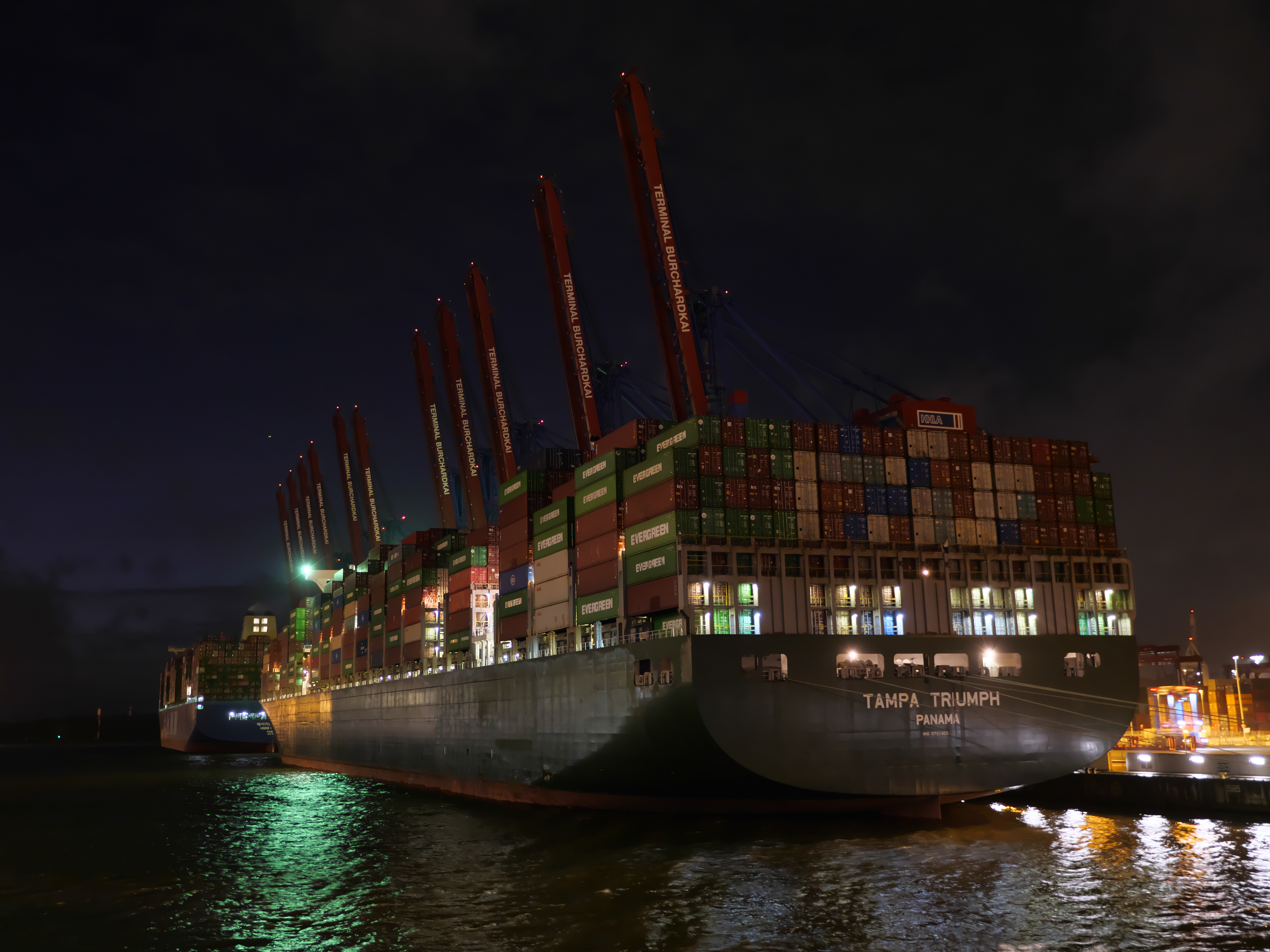
Die Tampa Triumph nach der Beladung im Hamburger Hafen bei Nacht

Die Doppelhüllenschiffe zählen zur Gruppe der ULCS-Containerschiffe. Wie bei nahezu allen ULCS-Entwürfen ist die Maschinenanlage achtern und das Deckshaus weit vorne angeordnet, was einen verbesserten Sichtstrahl und somit höhere vordere Decksbeladung ermöglicht. Unterhalb des Aufbaus sind unter anderem die Bunkertanks angeordnet, um die geltenden MARPOL-Vorschriften zu erfüllen. Die Antriebsanlage mit dem Zweitakt-Diesel-Hauptmotor ist weit achtern angeordnet. Zur Verbesserung der Manövriereigenschaften sind Querstrahlruder im Bug und Heck angeordnet. Die Laderäume der Schiffe werden mit Pontonlukendeckeln verschlossen. Die Schiffe haben eine maximale Containerkapazität von rund 14.000 TEU, bei einem durchschnittlichen Containergewicht von vierzehn Tonnen verringert sich die Kapazität. Weiterhin sind Anschlüsse für Integral-Kühlcontainer vorhanden.
Ein besonderes Merkmal des Schiffstyps ist eine gedeckte Back mit hochgezogenem Schanzkleid, die als Wellenbrecher dient.

## Die Schiffe
| Millau-Bridge-Typ            | Millau-Bridge-Typ | Millau-Bridge-Typ | Millau-Bridge-Typ  | Millau-Bridge-Typ                              | Millau-Bridge-Typ                   |
| Bauname                      | Baunummer         | IMO-Nummer        | Ablieferung        | Auftraggeber                                   | Umbenennungen und Verbleib          |
| ---------------------------- | ----------------- | ----------------- | ------------------ | ---------------------------------------------- | ----------------------------------- |
| Millau Bridge                | 2531              | 9706736           | 31. März 2015      | Cypress Maritime, Panama Shoei Kisen Kaisha    | ONE Millau (2020) → so in Fahrt     |
| Manchester Bridge            | 2532              | 9706748           | 19. Mai 2015       | Paraiso Shipping, Panama Shoei Kisen Kaisha    | ONE Manchester (2020) → so in Fahrt |
| Munchen Bridge               | 2533              | 9706750           | 13. Juli 2015      | Marugame/La Darien Shoei Kisen Kaisha          | ONE Munchen (2020) → so in Fahrt    |
| Mackinac Bridge              | 2535              | 9689603           | 19. August 2015    | Sachikawa Kisen Company Shoei Kisen Kaisha     | ONE Mackinac (2020) → so in Fahrt   |
| Manhattan Bridge             | 2536              | 9689615           | 7. Oktober 2015    | East River Shipping Shoei Kisen Kaisha         | ONE Manhattan (2020) → so in Fahrt  |
| Tampa Triumph                | 2561              | 9737462           | 31. März 2017      | Cypress Maritime, Panama Shoei Kisen Kaisha    | so in Fahrt                         |
| Tokyo Triumph                | 2562              | 9737474           | 26. April 2017     | IS Container, Singapur                         | so in Fahrt                         |
| Toledo Triumph               | 2563              | 9737486           | 23. Juni 2017      | Marugame/La Darien Shoei Kisen Kaisha          | so in Fahrt                         |
| Taipei Triumph               | 2565              | 9737498           | 10. August 2017    | IS Container, Singapur Evergreen Marine        | so in Fahrt                         |
| Texas Triumph                | 2566              | 9737503           | 22. September 2017 | Nissen Kaiun/Southern Route Shoei Kisen Kaisha | so in Fahrt                         |
| Milano Bridge                | 2571              | 9757187           | 18. Januar 2018    |                                                | so in Fahrt                         |
| Monaco Bridge                | 2572              | 9757204           | Februar 2018       |                                                | so in Fahrt                         |
| Madrid Bridge                | 2573              | 9805453           | April 2018         |                                                | so in Fahrt                         |
| Meishan Bridge               | 2575              | 9805465           | Juni 2018          |                                                | so in Fahrt                         |
| ONE Minato                   | 2576              | 9805477           | 24. Juli 2018      |                                                | so in Fahrt                         |
| YM Wellbeing                 | 2621              | 9820908           | 4. Oktober 2018    | Catalina Shipping, Panama Shoei Kisen Kaisha   | so in Fahrt                         |
| YM Wonderland                | 2622              | 9820910           | 21. Januar 2019    | Grace Ocean, Singapur Shoei Kisen Kaisha       | so in Fahrt                         |
| YM Wisdom                    | 2623              | 9757216           | 28. Februar 2019   | Grace Ocean, Singapur Shoei Kisen Kaisha       | so in Fahrt                         |
| YM Warranty                  | 2625              | 9757228           | 16. März 2019      | Cypress Maritime, Panama Shoei Kisen Kaisha    | so in Fahrt                         |
| YM Wellspring                | 2626              | 9757230           | 28. März 2019      | Marugame/La Darien Shoei Kisen Kaisha          | so in Fahrt                         |
| Daten: Equasis, grosstonnage |                   |                   |                    |                                                |                                     |